# Вељко Мићуновић
Вељко Мићуновић (Велестово, код Цетиња, 16. јануар 1916 — Београд, 2. август 1982) био је учесник Народноослободилачке борбе, дипломата, друштвено-политички радник СФРЈ и СР Црне Горе, јунак социјалистичког рада и народни херој Југославије.

## Биографија
Вељко је рођен 16. јануара 1916. године у селу Велестову, код Цетиња, као треће од четворо деце у породици Јована Мићуновића и Марице Мићуновић, рођене Вукотић. Његово детињство и школовање пратила је материјална оскудица, јер је рано остао без родитеља. Гимназију је завршио на Цетињу, где се 1932. године укључио у омладински револуционарни покрет. Године 1934. је постао члан Комунистичке партије Југославије (КПЈ) и секретар партијске ћелије Цетињске гимназије.
Као студент Правног факултета Универзитета у Београду, 1935. године био је учесник студентских демонстрација и члан Одбора уједињене студентске омладине, који је руководио револуционарним студентским покретом на Београдском универзитету. У периоду од 1940. до 1941. године по налогу КПЈ је био упућен на политички рад у Поморавље, где је радио на обнављању и учвршћивању партијских организација у Јагодини, Ћуприји, Параћину, Сењским рудницима, Алексинцу и другим местима.

### Народноослободилачка борба
У данима Тринаестојулског устанка, 1941. године Вељко је у био Црној Гори, где је радио на организовању народног отпора италијанском окупатору. Вршио је дужност политичког комесара Ловћенског партизанског одреда, од његовог оснивања до повлачења за Босну, када је, одлуком Централног комитета КПЈ, враћен у Црну Гору на илегални политички рад. И под изузетно тешким условима, када је окупатор завео страховит терор, Вељко је успешно обједињавао деловање илегалних група и партијских организација на повереном терену. Априла 1942. године изабран је за члана Покрајинског комитета КПЈ за Црну Гору и Боку.
Једна од значајнијих успелих акција илегалаца јесте учествовање из позадине с партизанским јединицама које су се враћале из Босне у познатој бици на Јаворку 1. и 2. маја 1943. године, када је непријатељ претрпео велике губитке. Убрзо је Вељко постао руководилац Политичког одељења (Политодјела) Друге пролетерске ударне бригаде, с којом је учествовао у бици на Сутјесци јуна 1943. године, након чега, до краја те године, ратује у источној Босни, Санџаку, Србији и Црној Гори. Почетком 1944. године постављен је за начелника Одељења за заштиту народа (ОЗН) за Црну Гору.

### Послератни период
После ослобођења Југославије, Вељко је обављао многе одговорне државне и партијске функције. Био је: 
- министар унутрашњих послова у Влади Народне Републике Црне Горе,
- начелник Одељења за заштиту народа за Град Београд,
- помоћник министра унутрашњих послова ФНРЈ Александра Ранковића,
- директор Генералне дирекције металургије и члан Владе ФНРЈ.

Два пута је био члан државне делегације на заседањима Организације уједињених нација (ОУН) — 1949. и 1951. године, а фебруара 1952. године прешао је у дипломатску службу, где је обављао функције:
- помоћника министра иностраних послова ФНРЈ Едварда Кардеља, од 1952. до 1956.
- амбасадора ФНРЈ у Совјетском Савезу, од 1956. до 1958.
- заменика Савезног секретара за иностране послове ФНРЈ Коче Поповића, од 1958. до 1962.
- амбасадора СФРЈ у Сједињеним Америчким Државама, од 1962. до 1967.
- председника Одбора за спољну политику Савезне скупштине СФРЈ, од 1967. до 1969.
- амбасадора СФРЈ у Совјетском Савезу, од 1969. до 1971.

Након смрти Јосифа Стаљина, марта 1953. године, испред југословенског руководства је отишао код отправника послова Совјетског Савеза у Београду да изрази саучешће. Као југословенски амбасадор у Совјетском Савезу, у два маха и то у време када су односи између ове две земље били врло неповољни, Вељко Мићуновић је, као човек са изузетном дипломатском вештином, успео да у таквим околностима енергично заступа интересе своје земље, а ипак стекне личне симпатије и пријатељство тадашњих лидера Совјетског Савеза — Никите Хрушчова и Леонида Брежњева.
Године 1971. је изабран за члана првог Председништва СФРЈ, у чијем је саставу био до маја 1974. године. Био је посланик Уставотворне скупштине ДФ Југославије 1945. године, а потом је биран за посланика Савезне скупштине СФРЈ у четири њена сазива. За члана Централног комитета Савеза комуниста Југославије биран је на три партијска конгреса — Шестом, Седмом и Осмом, а на Деветом конгресу је изабран за члана Сталног дела Конференције СКЈ. Био је члан Савета федерације и имао је чин резервног генерал-потпуковника ЈНА.
Последњих година живота, Вељко Мићуновић је, упркос тешкој болести — парализи, која му је одузела десну руку након тешког можданог удара претрпљеног 1974. године, припремио и објавио две књиге: „Московске године 1956/58.“ и „Московске године 1969/71.“, које су биле врло запажене и преведене на више страних језика. Његов брат Вукашин такође је био учесник Народноослободилачког рата, а касније активни друштвено-политички радник.
Био је у браку са Будиславом—Мишком Мићуновић, рођеном Дапчевић (1926—2000), са којом је имао сина и ћерку.
Умро је 2. августа 1982. године у Београду. Сахрањен је у Алеји заслужних грађана на Новом гробљу у Београду.
Носилац је Партизанске споменице 1941. и великог броја страних и југословенских одликовања, међу којима су — Орден јунака социјалистичког рада, Орден народног ослобођења, Орден заслуга за народ са златном звездом, Орден братства и јединства са златним венцем и Орден за храброст. Орденом народног хероја одликован је 27. новембра 1953. године.

## Галерија
- Вељко Мићуновић, у средини, са Николом Гажевићем и Бошком Ђуричковићем, слева на десно, марта 1944.
- Мићуновић, четврти слева, и руководство Удбе са Титом, у Београду 1951.
- Мићуновић, амбасадор Југославије у САД, са Џоном Кенедијем, у Вашингтону 1962.
- Мићуновић, други од председника Тита слева, на првој седници Председништва СФРЈ, 1971.